# Lasiosina maculata
Lasiosina maculata är en tvåvingeart som beskrevs av Dely-draskovits 1981. Lasiosina maculata ingår i släktet Lasiosina och familjen fritflugor.
Artens utbredningsområde är Israel. Inga underarter finns listade i Catalogue of Life.